# Monte Cabalían
Il Cabalían, anche Cantoloc , Cantocloc  e Contodoc, è uno stratovulcano quiescente delle Filippine alto 945 m.s.l.m. che sorge sulla punta sud-orientale dell'isola di Leyte non distante dalla città di San Juan, nella Provincia di Southern Leyte, nella parte centro-meridionale dell'arcipelago asiatico.
Il Cabalían è un complesso costituito di andesite con un diametro alla base di circa 8,5 km e un cratere largo 500 m nel quale si trova il lago Cabalian; le pendici sono moderatamente ricoperte di vegetazione e solcate da canaloni radiali piuttosto profondi; sui fianchi Est e Ovest del vulcano sono presenti alcune fonti termali fra cui le Mainit Springs. L'attività vulcanica storica del Cabalian, attualmente di tipo solfatarico, riporta di una eruzione non meglio identificata intorno all'anno 1820.